# Epiphragma (Epiphragma) petalinum
Epiphragma (Epiphragma) petalinum is een tweevleugelige uit de familie steltmuggen (Limoniidae). De soort komt voor in het Neotropisch gebied.